# Stephen Burrough
Pour les articles homonymes, voir Burrough.
Stephen Burrough (Northam, Devon, 25 septembre 1525 - Chatham (Kent), 12 juillet 1584) est un navigateur anglais du XVIe siècle.

## Biographie
Fils d'un navigateur ayant servi Henry VIII, il participe en 1553-1554 à la première expédition de Richard Chancellor recherchant le passage du Nord-Est comme maître du Edward Bonaveture, Chancellor en étant le premier pilote.
En 1556, avec son frère William, il dirige deux navires, le Edward Bonaventure et le Searchthrift dans sa propre expédition pour tenter de découvrir le passage. Parti de Londres (avril 1556), il dépasse le Cap Nord (mai) et atteint Kanin en Russie en juin. Il navigue ensuite dans la direction de l'île Kolguyev et de l'Île Vaïgatch, découvre le détroit de Kara entre l'Île Vaïgatch et la Nouvelle-Zemble mais ne parvient pas à entrer en mer de Kara. Il revient alors à Kanin puis regagne Londres.
Vers 1558, il visite l'école de navigation de Séville et en ramène une copie du Breve Compendio de Martín Cortés de Albacar, un traité de navigation. Traduit sous le titre Art of Navigation en 1561 par Richard Eden, il sera le premier manuel anglais de navigation.
En 1560, Burrough dirige une nouvelle expédition vers la Russie qui n'a pas de résultat notable. En 1563, il est nommé pilote en chef et est choisi pour être un des quatre maîtres des navires de la Reine Élisabeth Ire, poste qu'il conservera jusqu'à sa mort en 1584.
Il est inhumé à Chatham dans le Kent.